# Гундель, Карой
Карой Гундель (венг. Gundel Károly ; 23 сентября 1883 — 28 ноября 1956) — венгерский ресторатор, бизнесмен, филантроп, кулинарный автор и бывший владелец ресторана Gundel. Считается, что Гундель облагородил необузданную венгерскую кухню, применяя новые кулинарные технологии и придав ей французскую изысканность.

## Семья
Карой Гундель родился 23 сентября 1883 года в Будапеште, сын Иоганна Гунделя, немецкого ресторатора баварского происхождения, эмигрировавшего в Венгрию в 1857 году. Его матерью была Анна Коммер. Из 5 детей Яноша Гунделя именно Карой унаследовал страсть отца к ресторанному делу и его поварской гений. В 1907 году он женился на Маргит Бласутиг. У них было 13 детей.
Его внуками были Золтан Латинович, Иштван Буйтор и Карой Френрейс .

## Биография
После окончания ремесленного училища с 1900 года он обучался кулинарному искусству в известных ресторанах Швейцарии, Германии, Англии и Франции. Он был секретарем в отеле Tátralomnic с 1906 по 1908 год. В 1908 году он стал директором. В 1910 году он купил ресторан Wampetich. (Позже он стал рестораном Gundel). С 1937 года Карой Гундель также управлял рестораном отеля Gellért. Многие известные политики, художники и главные представители деловой жизни были постоянными гостями его ресторанов. Его кулинарные книги были лучшими и самыми известными книгами по венгерской гастрономии. Он писал на иностранных языках, проводил кулинарные демонстрации и выставки и популяризировал венгерскую кухню, стимулируя туризм. Он также был одним из лидеров венгерских рестораторов, отельеров и промышленников.

## Ресторан Gundel
Ресторан Кароя Гунделя был официальным рестораном венгерского павильона на Всемирной выставке в Нью-Йорке в 1939 году. «Ресторан Gundel — это более значительная и лучшая реклама Будапешта, чем целый корабль туристических брошюр» писала New York Times в 1939 году. В 1949 году ресторан Gundel был национализирован. Сегодня ресторан Gundel является самым престижным рестораном в Будапеште.

## Блюда
Одно из фирменных блюд Гунделя — это Gundel palacsinta или блинчики по-гунделевски, с начинкой из рома, изюма, грецких орехов и лимонной цедры, подаваемые с шоколадным соусом. Гундель также утверждал, что создал суп палоц, который должен был быть «как гуляш ... но не гуляш», согласно веб-сайту Gundel.

## Публикации
- Карой Гундель. Венгерская кухня / Соавторы: К. Марк, Я. Ракоци, Э. Ребергер, Ф. Гундель. — Будапешт: Корвина, 1959. — 116 с.
- Карой Гундель. Малая венгерская поваренная книга / пер. с венг. М. Погань-Редеи и Н. Аретинской. — 13-е. — Будапешт: Корвина, 2006. — 100 с. — ISBN 963-13-5540-3.
- Gundel Károly, Reichhardt György, Palkovics Ede, Dittmayer Andor: A vendéglői felszolgálás kézikönyve – A szakácsművészet kézikönyve, Franklin-Társulat, 1926
- A vendéglátás művészete, Budapest, 1934
- Kis magyar szakácskönyv, Budapest, 1934
- A vendéglátás mestersége, Budapest, 1940
- A magyar konyha fejlődése és a magyar szakácskönyv irodalom a 18. század végéig, Budapest, 1943